# 中野大辅
中野大辅（日语：／ Nakano Daisuke，1982年10月10日—），生于新潟縣新潟市，日本男子竞技体操运动员。他曾获得2004年夏季奥运会体操比赛男子团体全能金牌。他在该届奥运会也参加了数个个人小项，最好名次是男子双杠的第五名。